# Polimer o kontrolowanej sekwencji
Polimer o kontrolowanej sekwencji – polimer zbudowany ze zróżnicowanych monomerów, których kolejność w łańcuchu (tzw. sekwencja) nie jest przypadkowa, lecz jest kontrolowana. Kontrola nad sekwencją może być pełna lub częściowa. Na przykład naprzemienny kopolimer otrzymany w wyniku polimeryzacji rodnikowej jest polimerem o kontrolowanej sekwencji, nawet jeśli jest to polimer niejednorodny, w którym makrocząsteczki mają różne długości łańcuchów i nieco inne kompozycje. Polimerami o kontrolowanej sekwencji są niektóre biopolimery, np. białka o zdefiniowanej sekwencji aminokwasów lub kwasy nukleinowe o zdefiniowanej sekwencji nukleotydów, a także ich syntetyczne analogi, np. oligonukleotydy.